# Buettneria
Buettneria is een geslacht van rechtvleugeligen uit de familie sabelsprinkhanen (Tettigoniidae). De wetenschappelijke naam van dit geslacht is voor het eerst geldig gepubliceerd in 1889 door Karsch.

## Soorten
Het geslacht Buettneria  is monotypisch en omvat slechts de volgende soort:
- Buettneria maculiceps (Karsch, 1889)